# John Mahon
John Mahon (Canton, 1955) è un percussionista statunitense.

## Biografia
Noto soprattutto per la sua collaborazione con Elton John, cresce ascoltando la musica di gruppi come Led Zeppelin, Pink Floyd e The Moody Blues e frequenta la St. Thomas Aquinas High School di Louisville (Ohio). Si interessa al mondo della musica entrando a far parte di un club. Nel corso della sua carriera, iniziata negli anni Ottanta, collaborerà anche con Bonnie Raitt, Tina Turner, Ray Charles e Phil Collins. Nel 1997 entra a far parte della band di Elton John come percussionista (ma si cimenta anche ai cori).
Attualmente, Mahon un è membro della Elton John Band insieme a Davey Johnstone e Nigel Olsson.